# Mannequin (pel·lícula de 1937)
Mannequin és una pel·lícula estatunidenca dirigida per Frank Borzage, estrenada el 1937. Fou nominada a l'Oscar a la millor cançó original per Edward Ward (música); Chet Forrest i Bob Wright (lletra), per la cançó "Always and Always".

## Argument
Jessie Cassidy, obrera d'una fàbrica, viu miserablement en un barri pobre d'Hester Street a Nova York. Té a càrrec la seva família, el seu pare i el seu germà que està a l'atur. Per tal d'escapar de la misèria, demana al seu amic, Eddy Miller, que es casi amb ella. El banquet de matrimoni té lloc en un modest restaurant xinès. L'armador John L. Hennessey, originari del mateix barri pobre, sopa en una taula veïna, es fixa en la parella i li ofereix xampany. Eddy, reconeixent el ric armador, empeny Jessie a ballar amb ell, sentint l'interès que té Hennessey per la seva dona. Més tard, per problemes de diners, Eddy demana a Jessie de treballar com a corista en una revista. Un vespre, la jove es troba en una festa donada per Hennessey de qui rebutja les insinuacions. Eddy, jugador, té deutes de joc i va a la presó; embogida, Jessie va veure Hennessey i li demana diners per pagar la fiança del seu marit. Eddy suggereix llavors a la seva dona de casar-se amb l'armador per divorciar-se després i aprofitar junts la pensió alimentària. Fastiguejada, Jessie deixa Eddie.
Les setmanes passen, després de moltes recerques Hennessey troba Jessie que s'ha convertit en model i finalment aconsegueix convèncer-la de casar-se amb ell. En mig del viatge de noces a Irlanda, Hennessey ha de tornar d'urgència a Nova York per afrontar una vaga en les seves empreses. Eddy torna i intenta fer cantar Jessie amenaçant-la d'explicar a Hennessey que el seu matrimoni ha estat maquinat. De tornada a casa seva, Hennessey troba la seva dona a punt de deixar-lo per estalviar-li el xantatge d'Eddy. Aquest, havent-se assabentat de la ruïna de Hennessey, torna i renuncia als seus projectes. Ara, segura del seu amor, Jessie ofereix al seu marit les seves joies, proposant-li començar de zero.

## Repartiment
- Joan Crawford: Jessie Cassidy
- Spencer Tracy: John Hennessey
- Alan Curtis: Eddy Miller
- Ralph Morgan: Briggs
- Mary Phillips: Beryl
- Oscar O'Shea: Pa Cassidy
- Elisabeth Risdon: Sra. Cassidy
- Leo Gorcey: Clifford Cassidy
- Frank Puglia (no surt als crèdits): un mariner